# Annette Weiß
Annette Weiß (* 24. Mai 1968) ist eine ehemalige deutsche Fußballspielerin und Leichtathletin.

## Karriere
Weiß gehörte der SSG 09 Bergisch Gladbach als Torhüterin an, mit der sie das Finale um die Deutsche Meisterschaft erreichte. Bei ihrer einzigen Finalspielteilnahme im heimischen Stadion An der Paffrather Straße gewann sie mit ihrer Mannschaft am 26. Juni 1988 den Titel im Elfmeterschießen; am Ende hieß es 5:4 gegen den KBC Duisburg. 

## Erfolge
- Deutscher Meister 1988

## Sonstiges
Seit 2017 startet sie für den TSV Bayer 04 Leverkusen in der Leichtathletik im Behindertensport.